# Cazeneuve
 Cazeneuve  (en occitano Casanava) es una población y comuna francesa, ubicada en la región de Mediodía-Pirineos, departamento de Gers, en el distrito de Condom y cantón de Montréal (Gers). Julio Cortázar cita esta población en su obra La vuelta al día en ochenta mundos.

## Demografía
| 220 | 205 | 178 | 138 | 139 | 127 |
| Para los censos de 1962 a 1999 la población legal corresponde a la población sin duplicidades (Fuente: INSEE [Consultar]) |     |     |     |     |     |